# Astraptes
Astraptes is een geslacht van vlinders van de familie dikkopjes (Hesperiidae), uit de onderfamilie Eudaminae.

## Soorten
- A. alardus (Stoll, 1790)
- A. alector (Felder & Felder, 1867)
- A. anaphus (Cramer, 1777)
- A. anthius (Mabille, 1891)
- A. apastus (Cramer, 1777)
- A. cassander (Fabricius, 1793)
- A. catemacoensis Freeman, 1967
- A. colossus (Herrich-Schäffer, 1869)
- A. cretatus (Hayward, 1937)
- A. creteus (Cramer, 1780)
- A. chiriquensis (Staudinger, 1875)
- A. egregius (Butler, 1870)
- A. elorus (Hewitson, 1867)
- A. enotrus (Stoll, 1781)
- A. erycina (Plötz, 1881)
- A. escalantei Freeman, 1967
- A. fulgerator (Walch, 1775)
- A. fulgor (Hayward, 1938)
- A. fulviluna (Mabille, 1888)
- A. galesus (Mabille, 1888)
- A. gilberti Freeman, 1969
- A. grenadensis (Möschler, 1878)
- A. halesius (Hewitson, 1877)
- A. hercules Bell, 1956
- A. jaira (Butler, 1870)

- A. latimargo (Herrich-Schäffer, 1869)
- A. louiseae Freeman, 1969
- A. megalurus (Mabille, 1877)
- A. mura (Williams, 1927)
- A. narcosius (Stoll, 1790)
- A. naxos (Hewitson, 1867)
- A. palliolum (Druce, 1908)
- A. parisi (Williams, 1927)
- A. phalaecus (Godman & Salvin, 1893)
- A. samson Evans, 1952
- A. talthybius (Mabille, 1888)
- A. talus (Cramer, 1777)
- A. tucuti (Williams, 1927)
- A. xagua (Lucas, 1857)